# Fjärilsholk

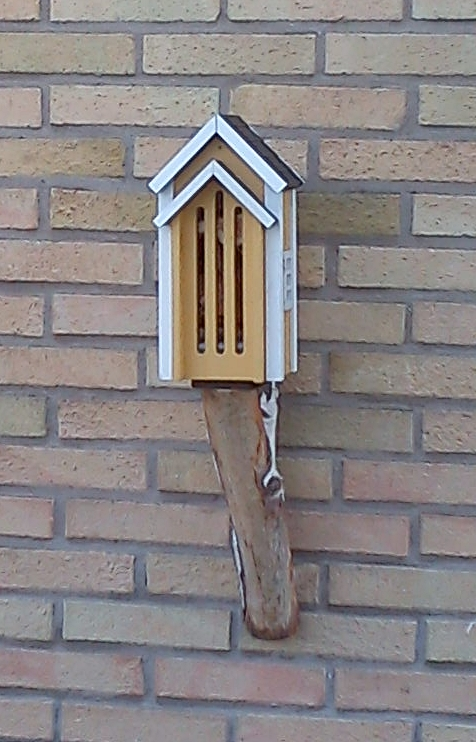
Fjärilsholk

En fjärilsholk är en, av människor tillverkad, bostad för övervintrande fjärilar som citronfjäril, nässelfjäril, påfågelöga, sorgmantel och vinbärsfuks. Det är även en trädgårdsdekoration.
Fjärilsholken bör fyllas med grov bark och placeras i närheten av växter där fjärilar trivs såsom lavendel, nässlor och fjärilsbuskar.